# Головнокомандування Вермахту «Південний Захід»
Головнокомандування Вермахту «Південний Захід» (нім. Oberbefehlshaber Südwest) — об'єднане стратегічне головне командування усіма видами Збройних сил Німеччини під час Другої світової війни на Італійському театрі дій.
Головнокомандування Вермахту «Південний Захід» було створене 26 листопада 1943 на чолі з генерал-фельдмаршалом А. Кессельрінгом. Головнокомандувач військами Вермахту в Італії одночасно був командувачем групи армій «C».

## Головнокомандувачі
| 26 листопада 1943 | 23 жовтня 1944 | генерал-фельдмаршал Альберт Кессельрінг |
| 24 жовтня 1944    | 15 січня 1945  | генерал-полковник Генріх фон Фітингоф   |
| 15 січня          | 9 березня 1945 | генерал-фельдмаршал Альберт Кессельрінг |
| 10 березня        | 29 квітня 1945 | генерал-полковник Генріх фон Фітингоф   |
| 29 квітня         | 2 травня 1945  | генерал від інфантерії Фрідріх Шульц    |
| 2 травня          | 2 травня 1945  | генерал-полковник Генріх фон Фітингоф   |

## Райони дій
- Італія (26 листопада 1943 — квітень 1945);
- Німеччина (квітень — травень 1945).